# Slayers
A Slayers (スレイヤーズ; Szureijázu; Hepburn: Sureiyāzu) több mint 52 kötetből álló light novel sorozat Kanzaka Hadzsime tollából és Araizumi Rui illusztrálásával. A regénysorozat 1989-ben indult a Fujimi Shobo Dragon Magazine-jában. Az eredeti light novel 2000-ig futott és 15 kötetbe gyűjtve adták ki. 1991-től egy másik regénysorozat, a Slayers Special is futott ugyanebben a magazinban egészen 2008-ig, majd összesen 30 kötetben jelentették meg. A két fő sorozat mellett több rövidebb sorozat is megszületett.
A regényekből először Kanzaka Hadzsime és Araizumi Rui készített mangafeldolgozást, Slayers, illetve Csóbaku mahóden Slayers címmel – utóbbi az eredeti light novel feldolgozása –, majd Tommy Ohtsuka illusztrálásában a "Slayers: Special" light novel feldolgozása is megtörtént, de ezek mellett még több eredeti mangasorozat is futott. Négy 26 részes animesorozat, öt mozifilm, és két háromepizódos OVA is készült a sorozat alapján. A regényből az első és második animesorozat táplálkozik, a sikerességének köszönhetően először egy éven belül kapott egy eredeti anime-folytatást, majd 2008-ban jubileum miatt újra gyarapították az anime franchise-t. Illetve 2008-ban – a kezdeti 26 részes tervek bejelentése után – a Revolution animesorozatot kettéosztották 13-13 részes szezonokra, a második fele Evolution-R. jelzést kapott (Evolution-Revolution rövidítéseként) és több animeoldal teljesen külön is választotta ezeket. Több szerepjátékot is kiadtak Sega Saturnra és PlayStationre, egyet pedig Super Famicomra 1994-ben. Magyarországon eddig csak az animesorozatokat mutatták be a televízióban. A harmadik sorozatig az RTL Klub rendelte meg és több csatorna vetítette egyszerre, a negyedik sorozatot már az Animax rendelte meg.
A Slayers egy tinédzser boszorkány, Verselő Lina és társainak utazását és kalandjait követi, miközben varázslataikat és kardforgató tudományukat használva világuralomra törő démonokkal, varázslókkal, sötét lovagokkal és rengeteg reménytelenül esélytelen banditával küzdenek meg. Az 1990-es évek egyik legnépszerűbb sorozataként tartják számon.
A főcím a történet által egyszerre többféleképpen is értelmezhető, mint Pusztítók vagy Rombolók jelentéseivel. Utalhat főgonosz pusztítókra, utalhat – gonosz szándék helyett – komikus epizódokból főszereplők véletlenszerű károkozásaira romboló hatású varázslatokkal, és utalhat általánosan vagy a főszereplő titkos erejével a világpusztító varázslatokra. A magyar megrendelők egyáltalán nem éltek ilyen kreatív ötlettel, mert magyar alcímnek – többesszám helyett egyedül a főszereplőre utalva – „A kis boszorkány” kifejezést kérték és ezt végig alkalmazták a négy animesorozaton. Illetve az első-második animesorozat esetében egy vegyesen közvetített változat érkezett egybeiktatva „The Slayers” angol címmel és így a második felvonás már nem egyezett a japán Next Slayers címmel.

## Cselekmény

### Előtörténet
A Slayers világát a Rémálmok hercege teremtette a Káosz tengeréből, amelyből négy oszlopot emelt ki, mindegyiken egy-egy világgal: Vörös Világ, Kék Világ, Fekete Világ és Fehér Világ. A világokban a jó és gonosz vívja folyamatos harcát, erejük kiegyenlített. A démonok (mazoku) célja a világ elpusztítása és visszataszítása a Káoszba, míg az istenek (shinzoku) megvédeni hívatottak azt. 
Lina világa és a cselekmények fő színtere a Vörös Világ, melyben 5000 évvel ezelőtt Rubinszemű Shabranigdo a mazokuk és Ceiphied az istenek képviseletében vívta ádáz harcát, amelynek végén Ceiphied megsemmisült, azonban Shabranigdo asztrális testét hét darabra vágta szét, amelyek generációról generációra újjászületnek az emberekben. Shabranigdo örökségéül öt nagyhatalmú démont hagyott hátra, kiknek célja véghezvinni a világ káoszba taszítását: Gaav, a démoni sárkánykirály, Phibrizzo, a pokol szolgája, Grausherra, a felsőbb démonkirály, Dolphin, a káosz óceánkirály és Zelas Metallum, a démoni szörnymester. Ceiphied négy istent, a Tűz-, a Víz-, a Lég- és a Földsárkány urát és egy bajnokot (Ceiphied lovagja) hagyott a világban; utóbbi Lina idejében nem más, mint a nővére, Luna.

#### Szörnyháború
1012 évvel Verselő Lina születése előtt tört ki az ún. szörnyháború (kóma szenszó), amely az egyik legnagyobb háború volt a Slayers világában és minden lényegesebb faj belesodródott ebbe a konfliktusba. A háborút a mazokuk robbantották ki Phibrizzo vezetésével. Tervük az volt, hogy feltámasszák Shabranigdunak, a sötétség urának egy darabját, és hogy elpusztítsák Ragradiát a Vízi Sárkánykirályt. Végül mindkét téren részsikerekkel kellett megelégedniük.
A háború négy fázisból állt. Az első akkor kezdődött, mikor Phibrizzo háborút robbantott ki az emberek között azon a félszigeten, ahol a Slayers eseményei játszódnak. A rendkívül véres és hosszú küzdelmekben az emberek legjobbjai elestek, országaik meggyengültek. Az ott élő sárkányok, tündérek és törpék azonban nem avatkoztak bele a küzdelembe, így Phibrizzo megindította a második fázist, hogy őket is lefoglalják; a félszigetet ekkor elárasztották az alacsony rangú démonok. 
Amíg az újonnan alakult emberekből és a többi fajból álló szövetség a szörnyek ellen harcolt, a nagyobb és erősebb mazokuk szabadon mozoghattak és elkezdték a harmadik fázist. Shabranigdu öt démonja összegyűlt a Katato hegyekben, melyet a sárkányok őrizetlenül hagytak, és elkezdte gyengíteni a sárkánykirály hatalmát a templomai és a papjai szisztematikus kiirtásával. Lehetséges, hogy az emberek által gyűjtött írásos dokumentumok nagy része a szent mágiáról ezalatt a folyamat alatt semmisült meg. Mire a sárkányok észbe kaptak és ellenlépéseket tettek már túl késő volt. Elkezdődött a negyedik fázis: A sötét nagyúr egy darabja újjászületett. Némely források csak ezt az utolsó fázist nevezik szörnyháborúnak.
Bár maga sem tudhatta ezt minden kétséget kizáróan, Phibrizzo úgy sejtette, hogy Shabranigdu egy darabja a Lei Magnusnak nevezett nagyhatalmú varázslóba van elzárva. A háború borzalmait felhasználva végül meggyengítette a démonurat elzáró pecsétet és a szörnyeteg újjászületett. Tudván, hogy mostanra a világ valamennyi istene és sárkánya tudomást szerzett a sárkánykirály elpusztításának tervéről, a mazokuk egy falat emeltek a félsziget köré, és így sikerült távol tartaniuk ellenfelük erősítését. Mivel a fal a saját erejükből táplálkozott, az öt nagyúr közül négy képtelen volt folytatni a harcokat, így generálisokat és papokat teremtettek, hogy képviseljék őket a háborúban. 
A sárkányok képesek voltak elpusztítani Phibrizzo szolgáit és valószínűleg Grausherráét is, ám az újonnan megjelenő Xellos egy mozdulattal képes volt sárkányok százait eltörölni az égről. Eközben Shabranigdu és Gaav, a démoni sárkánykirály megjelentek a Katato hegyekben, hogy kihívják Ragradiát. A kegyetlen küzdelemben végül Ragradia vereséget szenvedett, de végső erejével elzárta Rubintszeműt egy jégtömbbe, Gaavot pedig egy ember testébe.
A háborúnak nem volt egyértelmű győztese. Ragradia halálával az istenek és a sárkányok igen meggyengültek, de a mazokuk is sok sérülést szenvedtek. Phibrizzo és Grausherra mindketten elvesztették a szolgáikat, Rubintszeműt elzárták, Gaav pedig a saját faja ellen fordult. Shabranigdu a Katato hegyekben lévő börtönéről az Észak Démonkirálya nevet kapta. Ragradia viszont nem tűnt el végleg: hátrahagyta tudását, ami a Szent Könyv nevet kapta. 
A háború okozta megrázkódtatás még több száz év múlva is éreztette hatását. A Rubintszemű újbóli megjelenése olyan torzszülötteknek adott életet, mint a trollok. Ezek a szörnyek azóta is gondot okoznak az embereknek. A veszteség olyannyira érzékenyen érintette a sárkányokat, hogy belső csatározásba csapott át, ami az őssárkányok lemészárolásával végződött. A mazokuk fala a harcok után is a helyén maradt, így a szent mágia használhatatlanná vált Ragradia eltűnése után. Pozitív következményei is voltak azonban: Az elkövetkezendő ezer évben a falon belül élő emberek között virágzásnak indult a mágia, és a fehér, fekete, és sámánista varázslatokat igen magas szintre tudták fejleszteni, míg a fal túloldalán ez nem következett be, és az emberek inkább a technológia felé fordultak.

### Az animesorozatok cselekménye
A sorozat elején Lina egy banditákat kifosztó boszorkányként jelenik meg, de rövidesen megismerkedik a kardforgató Gourry Gabrievvel, aki testőreként tart vele, és a kiméra Zelgadis Greywords-zel, aki kezdetben csak egy ereklyét kíván megszerezni Linától, de később sorstársa lesz Rezo, a vörös pap és a testéből felébredő Shabranigdu elleni harcban. Miután Lina elpusztítja Shabranigdu, a mazoku egy részét a Szörnybéklyó varázslatával, összebarátkozik Amelia Wil Tesla Seyruun hercegnővel és Sylphiel Nels Lahda papnővel, majd meg kell állítania Rezo másolatát, aki Shabranigdu hatalmával bír.
A második sorozatban találkozik Xellosszal, a szörnnyel, aki a Szent Könyv után kutat, de Gaav, a démoni sárkánykirály és Phibrizzo, a pokol szolgája közötti harcba keveredik. Phibrizzo zsarolására Lina kénytelen újra a Szörnybéklyó nevű varázslatát bevetni és az nem várt következményekkel jár.
A Slayers Try sorozatban Filia Ul Copt, az aranysárkányok egy papnője kéri Linát a világ megmentésére, mialatt a sárkányok és a felvilágiak közötti harcban vesznek részt és megpróbálják megállítani, hogy az emberek világában keltsék újra a felvilágiak vagy Valgaav, Gaav tanítványa Sötét Csillagot, az ősvilág egy démonát.
A Slayers Revolution-ben Linát tévedésből letartóztatják, majd később Zannafart, a démoni bestiát kell megállítania és találkozik a szokatlan külsejű Pokotával, aki képes használni a Sárkányigát. Linát útja során egy Zuuma nevű bérgyilkos nindzsa is üldözi. Végül Rezo lelkével találkozik és kérésének megfelelően végleg el kell pusztítania a Rezóban lakozó Shabranigdu részt, közben Pokota népét is meg kell mentenie.

## ASlayersvilága
A Slayers világában az emberek és a különféle varázslatos lények mellett egy másik dimenzióban élnek a mazokuk. Ezek olyan szellemi lények, akiknek az asztrális testük sokkal nagyobb, mint a fizikai. Bár az emberek világán kívül léteznek, fenik a fogukat az emberi világban való hatalomra jutásra. Több mazoku is fontos szerepet tölt be a sorozatban.
A varázslatoknak négy fajtája létezik: fekete mágia, fehér mágia, sámánizmus és szent mágia. Lina a sötét varázslatok mestere, legfőbb támadása a Sárkányiga, azonban sok egyéb varázslatot is használ. A fekete mágia kimondottan támadó varázslatokhoz szükséges, az erőt valamely mazokutól nyerik (a Sárkányigánál például Shabranigdótól) és jelentős pusztítás vihető véghez velük.
A fehér mágia a gyógyító és védővarázslatokat jelenti, kiemelkedő használói a papnők, mint Sylphiel és Amelia. A sámánvarázslatok – ami Zelgadis és Amelia erőssége – a természeti világ elmeinek (tűz, víz, levegő, föld, lélek) manipulálását jelenti. Egyaránt lehetnek védő és támadóvarázslatok. A sámánvarázslatokhoz tartozik többek között a delejgömb, a tüzes nyilak, a forgószél vagy a fagyos eső. A szent mágia varázslatai valamely shinzokutól nyerik az erejüket.
Két varázslat egyik kategóriába sem tartozik (néha egy ötödik, káosz mágia típusba sorolják őket): a Szörnybéklyó és a Végzet Villámai. Ezek közvetlenül a Rémálmok hercegétől nyerik erejüket és minden varázslat felett állnak. A különböző típusú varázslatokat az egyes varázslóosztályokba tartozó varázslók tudják megidézni. A legnagyobb erőt itt is a varázslók képviselik, de természetesen sok harcos és rengeteg fajta bandita és állatember is él ebben a világban.

## Médiamegjelenések

### Light novelek
A Slayers eredetileg a Fujimi Shobo Dragon Magazine antológiájában futó light novel volt, Kanzaka Hadzsime írásában és Araizumi Rui illusztrációival. A publikálása 1989-ben kezdődött. Az egyes fejezeteket 15 kötetbe gyűjtötték össze, amelyek 1990. január 25. és 2000. május 15. között jelentek meg a Fujimi Shobo kiadásában. Az angol nyelvű kiadását a Tokyopop kezdte meg 2004. szeptember 7-én, és fejezte be a 8. kötet kiadásával 2008. január 2-án.
A Slayers Special (スレイヤーズ すぺしゃる) egy 30 kötetes spin-off előzménysorozat, amely 1991 és 2008 között futott. Mindegyik one-shot (időnként kétfejezetes) történetekből tevődik össze, amelyek Verselő Lina és Naga hőstetteit mutatják be a Slayers cselekménye előtti időkből. 2008 júliusa és 2011 novembere között újabb öt kötet jelent meg Slayers Smash. (スレイヤーズ すまっしゅ。) címmel.
A Slayers Delicious (スレイヤーズ でりしゃす) egy négykötetes előzmény Lina és Naga főszereplésével. 1997 és 1999 között futott. Ez a négy történet először a Fujimi Fantasia kiadásában jelent meg mini bunko formátumban, majd később belefűzték őket a Special regényeibe.
A Slayers és a Madzsucusi Orphen egy egykötetes crossoverje 2005-ben jelent meg Slayers x Orphen (Slayers VS Orphen) címmel.
A Slayers Select (スレイヤーズ せれくと) egy ötkötetes best-of válogatás a Slayers Specialből. 2008 augusztusa és 2010 márciusa között jelent meg.

### Manga
A Slayers Kanzaka Hadzsime egykötetes eredeti története, rajzolója Araizumi Rui. 1995-ben jelentette meg a Fujimi Shobo a Dragon Magazine antológiájában, majd kiadásban, 2001-ben pedig egy átdolgozott változata is napvilágot látott. Slayers Medieval Mayhem címen is ismert. 1998 júliusában jelentette be a Central Park Media, hogy megszerezte az észak-amerikai kiadási jogokat a mangákra. A Slayers: Medieval Mayhem 1999. június 15-én jelent meg.
A Csóbaku mahóden Slayers (超爆魔道伝スレイヤーズ; Hepburn: Chōbaku mahōden Slayers) 8 kötetes manga, amelyet Kanzaka Hadzsime története alapján Josinaka Soko illusztrált. A fő light novel köteteit dolgozza fel a 8. kötetig, illetve a negyedik kötet a Slayers Return film adaptációja. 1995 és 2001 között publikálta a Fujimi Shobo. Észak-Amerikában a Central Park Media adta ki 7 kötetben Super-Explosive Demon Story címmel 2002. július 9. és 2004. december 1. között.
A Slayers Special 4 kötetes manga Tommy Ohtsuka illusztrálásában, a Slayers Special light novel feldolgozása. 2000 és 2001 között publikálta a Fujimi Shobo. Észak-Amerikában 2002. október 15. és 2003. június 25. között jelent meg a Central Park Media kiadásában.
A Slayers Knight of the Aqualord 6 kötetes eredeti történet Tommy Ohtsuka illusztrálásában, 2003 és 2005 között futott.
A Slayers Premium egykötetes manga Tommy Ohtsuka illusztrálásában, az azonos című film feldolgozása. 2004 és 2005 között publikálta a Fujimi Shobo. Észak-Amerikában 2005. január 5-én jelent meg a Central Park Media kiadásában.
A Slayers Revolution 1 kötetes eredeti történet, rajzolója Hjódzsi Isszei. 2007 és 2008 között futott a Gekkan Dragon Age-ben.
A Slayers Evolution-R Hjódzsi Isszei eredeti mangája, jelenleg is fut a Gekkan Dragon Age magazinban.
A Slayers Legend kétkötetes gyűjtemény, amely fejezeteket tartalmaz egyrészt a Slayers és a Csóbaku mahóden Slayers mangákból, másrészt tartalmazza Slayers: Falshes no szunadokei (Slayers: the Hourglass of Falshes) mangát.
A Slayers Light Magic 2008. július 26. és 2009. március között futott a Kadokawa Shoten Kerokero Ace magazinjában. A spin-off sorozatot Muramacu Josidzsiró írta és Szaszaki Sin illusztrálta. A történet fantasy világ helyett egy technológiai világban játszódik.

### Anime
Kanzaka Hadzsime és Araizumi Rui light novel sorozata alapján eddig öt évadnyi animesorozat készült. A sorozat azonos című első 26 részes évada a light novel első három kötetét dolgozza fel. A második 26 részes évad, a Slayers Next a light novel 4-8. kötetét dolgozza fel. A harmadik 26 részes évad, a Slayers Try egy eredeti történet. A Try sikere után becsengtek egy negyedik sorozatot is Slayers Again címmel, azonban végül elvetették a projektet.
Mindhárom évadot a J.C.Staff, a SoftX és TV Tokyo gyártotta Vatanabe Takasi rendezésében, az animációs munkáért az EG Film (Egg Films) volt felelős. A forgatókönyvet az első évadhoz Kojama Takao, a továbbiakhoz Takajama Dzsiró írta, a zenét Tezuka Oszamu zeneszerző szerezte. A Slayers Japánban 1995. április 7. és 1995. szeptember 29. között volt látható a TV Tokyo műsorán. A Slayers Nextet 1996. április 5. és 1996. szeptember 27. között vetítette a TV Tokyo, a Slayers Tryt pedig 1997. április 4. és 1997. szeptember 26. között.
Észak-Amerikában az anime forgalmazási jogait a Central Park Media szerezte meg és Software Sculptors forgalmazói név alatt adta ki VHS-en and Laserdiscen 1996 és 1998 között összesen nyolc kötetben. A sorozat sikerének hatására a Central Park Media folytatta a kiadást a Nexttel és a Try-jal is. A Next 1999 áprilisában jelent meg azonos formátumban. 1999 júliusában dobozos kiadásban is piacra került az első négy kötet, míg a következő négy kötet ez év októberében.
A Slayers Try 2000-ben jelent meg. Az első három évad később DVD-n is kiadásra került dobozos formátumban. Egy hónappal a Central Park jogainak lejárta előtt a Funimation Entertainmentnek sikerült megújítani a licencet, így bemutatásra került a forgalmazó tulajdonában lévő Colours TV-n és Funimation Channelen is. Az első kétnyelvű (japán és angol) DVD-t 2007. augusztus 27-én adta ki a Funimation a Software Sculptors eredeti angol szinkronjával. A Slayers, a Next és a Try dobozos kiadása 2009. augusztus 4-én jelent meg a Funimationtől.
Az észak-amerikai televíziós közvetítésre elsőként a Fox Kids szerezte meg a jogokat, de végül sosem adta le, mivel túl nehéz lett volna a csatorna igényei szerint megvágni. A The Slayers elsőként az International Channelen volt látható 2002. február 17-től. Az Egyesült Királyságban az MVM Films adta ki a sorozatot 2009-ben. Az epizódok online megtekintését elérhetővé tették a Hulu, a YouTube, a Crackle, az Anime News Network, a Netflix és a Funimation weboldalán is.
Több mint tíz évvel a Try után készülhetett el egy 2x13 részes sorozat, a Slayers Revolution, amelynek premierje 2008. július 2-án volt Japánban. Ennek második felét különválasztották Evolution-R. vagy teljes pontossággal Evolution-Revolution megnevezéssel, amely 2009. január 12-én indult az AT-X-en Japánban. Ezek szintén eredeti történetek, de felhasználtak mozzanatokat a light novelből is. E két szezont is Vatanabe Takasi rendezte, a forgatókönyvet pedig szintén Takajama Dzsiró írta. A készítő stúdió ismét a J.C.Staff volt.
Az észak-amerikai forgalmazási jogokat a Funimation szerezte meg, a japán nyelvű, angol feliratú online nézés már 2009 júliusától elérhető volt a YouTube-on és a Funimation weboldalán. A sorozat angol nyelvre szinkronizált változatát a Funimation megbízásából a NYAV Post készítette, a Central Park Media által a korábbi sorozatokhoz készített szinkronban közreműködő színészek zömének megtartásával.
Észak-Amerikában a Slayers Revolution első négy epizódját először a YouTube-on tette közzé a Funimation 2010. január 19-én, majd a Slayers Revolution dobozos kiadását 2010. március 16-án jelentette meg. Az Evolution-R első két epizódját is közzétették a YouTube-on, DVD-n 2010 júniusában jelent meg. 2010. szeptember 21-én Blu-rayen is kiadásra került a Revolution és az Evolution-R is, illetve később mindkét sorozat megjelent DVD/Blu-ray combo pack formában. Mindkét sorozat látható volt 2010. szeptember 6-ától a Funimation Channelen.
Magyarországon az első Slayers és a Next Slayers sorozat az RTL-től berendelve a Cool TV-n került bemutatásra egyben és folytatásban "Slayers – A kis boszorkány" címmel, magyar szinkronnal 2004. október 4. és 2004. november 17. között az első 26 epizód, illetve 2004. november 18. és 2005. január 18. között a második 26 epizód. Később az RTL Klubon is vetítésre került - váltakozva a Kölyökklub előtt vagy után, emellett az A+ és az Animax is vetítette. A "Slayers: Try" 2007. március 14. és 2007. április 18. között volt látható - szintén az RTL-től származva - "Slayers: A kis boszorkány új kalandjai" címmel, magyar szinkronnal az A+-on. Bár az A+ a saját web-adatlapján a Slayers folytatásaként 53-78 rész közé iktatta. Illetve a Try-t később az RTL Klub, az Animax, és az AXN Sci-Fi is levetítette.
A Try sorozatot az RTL saját döntésként némileg cenzúrázta, pedig addig - 2007. évi rajzfilm-vizsgálat alatt - a médiahatóság elfogadta a korábbi két szezont 12+ korhatárral. A "Slayers: Revolution" sorozat két rövid szezonja az Animax-en volt látható folytatásban 2010. június 3. és 2010. július 15., illetve 2010. július 15. és 2010. augusztus 26. között - amerikai forma szerint folytatásban és mégis szezonokként kettészedve - Slayers 4.-5. szezonként, magyar szinkronnal. E két szezon is látható volt később az AXN Sci-Fi adásán is. Míg korábban 3 sorozat megrendelője az RTL volt, addig az utolsót már az Animax vásárolta meg. 
Az angol változathoz hasonlóan az utolsó két sorozat magyar változatában is megmaradt a szinkronhangok zöme, jelentős változás Zelgadis hangja volt, ahol Damu Rolandot Welker Gábor váltotta. A magyar változatban egyedülálló módon rímekbe szedve hangzottak el az epizódcímek, az előző részek tartalma és a varázsigék.

### OVA-k
Az első OVA-sorozat, a Slayers Special (スレイヤーズスペシャル) három különálló epizódból áll és mindegyiket Vanatabe Hirosi rendezte. Az első epizód 1996. július 25-én jelent meg Japánban a Kadokawa Shoten és a J.C.Staff kiadásában. Észak-Amerikában a Slayers Specialt először két külön cím alatt értékesítette az ADV Films VHS-en: Slayers: Dragon Slave és Slayers: Explosion Array. Később mindhárom epizódot egybegyűjtötték Slayers: The Book of Spells cím alá és 2000. november 21-től volt kapható.
A második három epizódos OVA-sorozat, a Slayers Excellent (スレイヤーズエクセレント) 1998-ban jelent meg és ugyanúgy Vanatabe rendezte és a J.C.Staff készítette. Az ADV Films Észak-Amerikában és az Egyesült Királyságban is megjelentette mindegyik OVA-t VHS-en és DVD-n is.

### Filmek
A Slayers öt filmjét a J.C.Staff készítette, Észak-Amerikában mindegyiket az ADV Films adta ki. A Returnből mangaadaptáció is készült.
- Slayers (Slayers – The Motion Picture és Slayers Perfect néven is ismert) (film, 1995)
- Slayers Return (film, 1996)
- Slayers Great (film, 1996)
- Slayers Gorgeous (film, 1998)
- Slayers Premium (rövidfilm, 2001)

### Rádiódrámák
- Slayers Extra vagy Slayer EX: 4 epizód, Gourry és Naga főszereplésével, az anime első évadja után játszódik, a Slayers Special regények feldolgozása, 1995-1996.
- Slayers N’extra: 4 epizód, az Slayers Special regények feldolgozása, 1997.
- Slayers Premium: 1 epizód, prológus és epilógus a Slayers Premium filmhez, 2002.
- Slayers VS Orphen: 1 epizód, Slayers VS Orphen regények feldolgozása, 2005.
- Kaette Kita Slayers Ex (帰って来たスレイヤーズエクス?; The Return of Slayers Ex): rádiójáték, 3 epizód, 2006.

### Játékok

#### Szerepjátékok
A sorozat alapján készült el a MAGIUS (Slayers MAGIUS RPG) szerepjáték Japánban. 2003-ban a Guardians of Order megjelentette a The Slayers d20 szerepjátékot, ami d20 Systemet használja, és kiadott hozzá három kalauzt, benne oldalnyi játékstatisztikával, a televíziós sorozat főbb szereplőiről, varázslatokról és fegyverekről. A Slayers Fight (スレイヤーズふぁいと) gyűjtögetős kártyajátékot az ORG készítette el és a Kadokawa Shoten jelentette meg 1999 és 2001 között.

#### Videójátékok
1994 és 1998 között öt Slayers RPG videójáték jelent meg különböző platformokra kizárólag Japánban.
- Slayers (SFC)
- Slayers (PC98)
- Slayers: Royal (PS1 és Sega Saturn)
- Slayers: Royal 2 (PS1 és Sega Saturn)
- Slayers: Wonderful (PS1)

A 2012-es Heroes Fantasiában és a Magical Battle Arena dódzsin játékban több Slayers-szereplő is felbukkan.

### Zenék
A Slayers animesorozatok nyitó- és záródalait a legtöbb esetben Hajasibara Megumi adta elő, az első animesorozat esetében mindkettőt Okui Maszamival közösen, míg a Next záródalát Okui adta elő. A Try és az Evolution-R utolsó epizódjának végén egy-egy finál téma hallható, amit a Try esetében Kuvasima Hóko, míg az Evolution-R esetében Hajasibara Megumi énekelt.
A filmek, OVA-k és videójátékok témazenéit egy kivételével (Slayers Excellent, Okui Maszami) Hajasibara Megumi adta elő. A rádiódrámákat szintén Okui Maszami és Hajasibara Megumi játszotta el, míg az image songokat a szereplők szeijúi adták elő.
Slayers
- Nyitózene: Get Along: előadója Okui Maszami és Hajasibara Megumi
- Zárózene: Kujikenaikara!: előadója Okui Maszami és Hajasibara Megumi

Slayers Next
- Nyitózene: Give a Reason: előadója Hajasibara Megumi
- Zárózene: Dzsama va szaszenai (邪魔はさせない): előadója Okui Maszami

Slayers Try
- Nyitózene: Breeze: előadója Hajasibara Megumi
- Zárózene: Don’t be Discouraged: előadója Hajasibara Megumi
- Finálzene: Somewhere: előadója Kuvasima Hóko

Slayers Revolution
- Nyitózene: Plenty of Grit: előadója Hajasibara Megumi
- Zárózene: Revolution: előadója Hajasibara Megumi

Slayers Evolution-R
- Nyitózene: Front Breaking: előadója Hajasibara Megumi
- Zárózene: Sunadokei: előadója Hajasibara Megumi
- Finálzene: Just Begun: előadója Hajasibara Megumi

## Fogadtatás

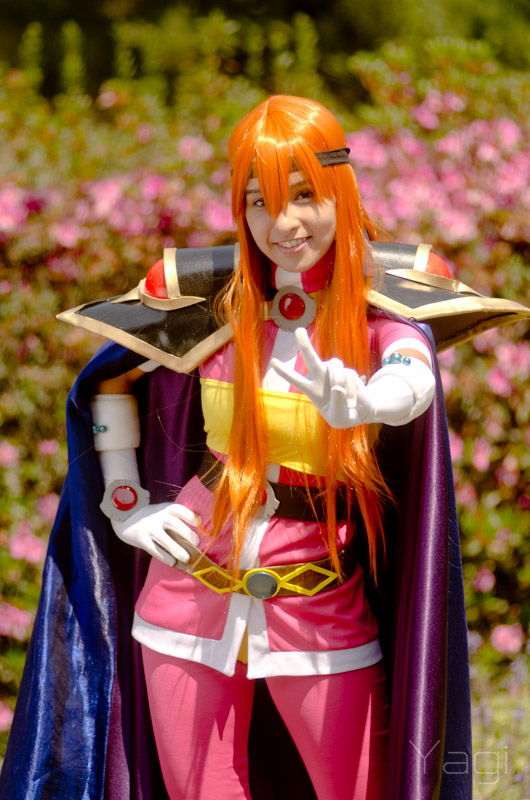
Verselő Linát imitáló cosplayes

A Slayers franchise-t alkotó több médiatípus közül messzemenőleg az anime érte el a legnagyobb rajongói közönséget és az 1990-es évek egyik legnépszerűbb sorozataként tartják számon. Mivel a high fantasy műfaj paródiája, a történet fő előremozdítói a humoros jelenetek, amelyek más specifikus animékre vagy általánosabb toposzokra és közhelyekre utalnak. A sorozat humoros jellege miatt a cselekmény és a szereplők jellemének fejlődése kisebb hangsúlyt kap és előrejelezhető. Mindazonáltal a sorozat a humorra és a szórakoztatásra fókuszál és az „old school” anime érzése sokak számára egy nosztalgikus klasszikussá teszi.
Az Anime Essentials: Every Thing a Fan Needs to Know-ban Gilles Poitras így ír: „Humorosabbnak és kevésbé komolynak látszanak a szereplők, mint Lodoss War-sorozatban, a Slayers sztárjai gondoskodnak az akcióról és a nevetésről.” A The Anime Encyclopedia: A Guide to Japanese Animation Since 1917-ben Helen McCarthy a „halálosan komoly Record of Lodoss War ellenszerének” nevezte a sorozatot, amelynek cinikus szereplőgárdáját logikai szerepjátékosokról mintázták. „Gúnyt űzve saját fogyatékosságaiból, a Slayers sikeresen megőrizte erős követőközönségét, amely nézi, amit egyesek csípős szatírának neveznének, mások pedig annak, amikor a rossz szakmunkások a szerszámaikat hibáztatják.”
Joseph Luster az Otaku USA-tól a Slayerst egy „mindent felölelő média franchise definíciójának nevezte”. Szerinte a Slayersben „komolyan megvan az emlékezetes felhozatal, és valószínűleg rajtad is végrehajt néhány vudu varázslatot, korra való tekintet nélkül”. Paul Thomas Chapman ugyanettől a magazintól úgy véli, hogy a „franchise figyelemre méltó publikációs időtartama és népszerűsége csak annak feltűnő középszerűségével egyeztethető össze”, különösen a televíziós sorozat különböző aspektusaira vonatkozóan. Ennek ellenére rokonszenvesnek találta a kritikus és vonzza a sorozat, ha könnyed kikapcsolódásra vágyik.
Kent Conrad az explodedgoat.comtól a sorozat egyik legnagyobb problémájának pont a főszereplőt nevezte, akit szerinte bosszantásra alkottak meg. Véleménye szerint a sorozat kifogy a humorból a fantasy klisék és a Lina mellével kapcsolatos untató viccelődések után. Pozitívumként kiemelte, hogy néhány szereplő igazán elbűvölő. Conrad a humorosabb epizódok esetében a humor egyhangúságát emelte ki, míg a komolyabb epizódoknál azok akcióorientáltságát, mivel véleménye szerint az akció a Slayersben a bedobbanás és az ügyetlenkedés váltakozásából tevődik össze.
Az AnimeStars azzal magyarázza a Slayers népszerűségét, hogy Kanzaka Hadzsime „egy saját kis univerzumot épített szereplői köré, amelyben mindenki megtalálja a kedvére valót”. A sorozat fő erősségének a szereplőgárdát nevezte meg: „A történet felejthető, a csaták jönnek-mennek, de ez mind nem számít, mert a karakterek önmagukban is megállják a helyüket.” A kritikus szerint a sorozatot kettősség jellemzi: egyrészt egy könnyed, mulatságos elemeket felvonultató, kalandozós fantasy, de másfelől rengeteg információt közöl olyan mélységekből, amelyből az átlag néző csak keveset vesz észre. A Mondo magazin a szereplők megformálásában látja a sorozat sikerét, erősségként emeli ki annak humorát és kidolgozott világát.

## Fordítás
Ez a szócikk részben vagy egészben  a   Slayers című angol Wikipédia-szócikk ezen változatának fordításán alapul.  Az eredeti cikk szerkesztőit annak laptörténete sorolja fel. Ez a jelzés csupán a megfogalmazás eredetét és a szerzői jogokat jelzi, nem szolgál a cikkben szereplő információk forrásmegjelöléseként.